# Rörelseoskärpa

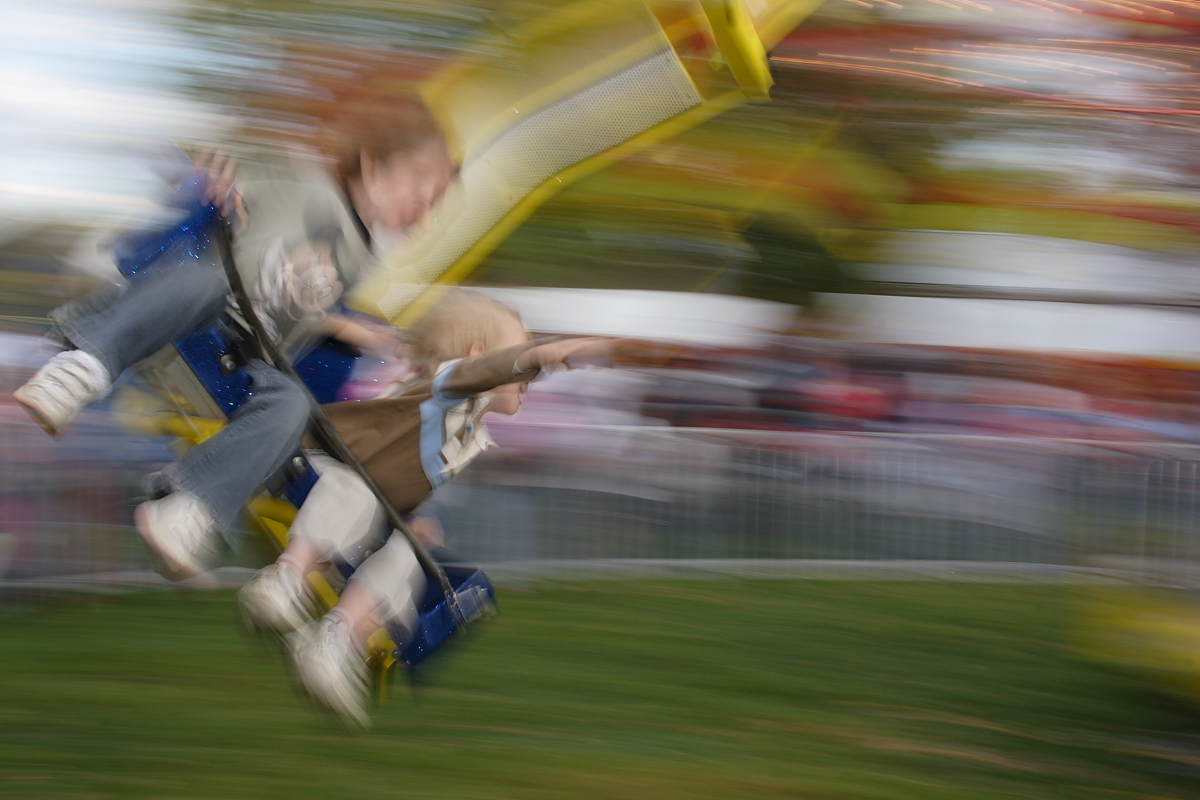

Rörelseoskärpa är när rörliga föremål blir suddiga på ett fotografi eller i en serie av bilder såsom en film eller animering.

## Datorgrafik
Rörelseoskärpa används ofta som effekt i bilspel för att förstärka fartkänslan. Rörelseoskärpa minskar även "pressen" på systemet och möjliggör således att spelen spelas på "mindre bra system".